# Roberto Sánchez de Ocaña y Arteaga
Roberto María Sánchez de Ocaña y Arteaga (1922-2011) fue un abogado e historiador español, miembros de varias Academias y Sociedades de España e Iberoamérica.

## Biografía
Hijo de Roberto Sánchez de Ocaña y Algara y de Isabel María de Arteaga y Gutiérrez de la Concha, nació en Madrid el 28 de octubre de 1922. Casado con María Luisa Chamorro y de Aguilar.
Fue Abogado, licenciado en derecho por la Universidad de Salamanca en 25 de septiembre de 1950, e incorporado al Ilustre Colegio de Abogados de Madrid, desde el 29 de septiembre siguiente, fue historiador, presidente fundador de la Sociedad Científica y de Cultura Iberoamericana de España, miembro numerario de la Academia de Arte, Historia y Arqueología de Puerto Rico y asimismo de la Academia de Estudios Heráldicos e Históricos de Puerto Rico.
Obtuvo el VI marquesado de La Habana, con Grandeza de España, en 1956, el XVII marquesado de Algecilla en 1954, el XVII marquesado de Guadalest en 1954. Cedió asimismo el título de vizconde de Cuba, en 1970, a su hijo Roberto Luis Sánchez de Ocaña y Chamorro.
Fue además caballero de honor y devoción de la Orden de Malta.